# Norbert Holzknecht
Norbert Holzknecht (* 13. April 1976 in Grinzens) ist ein ehemaliger österreichischer Skirennläufer. Seine Spezialdisziplinen waren Abfahrt und Super-G. Er erreichte drei Top-10-Platzierungen im Weltcup und 17 Siege im Europacup.

## Biografie
Schon im Alter von sieben Jahren besuchte Holzknecht eine Rennschule bei Hugo Nindl, 1986 und 1987 wurde er Tiroler Kindermeister. Nach der Volksschule besuchte er für zwei Jahre die Hauptschule in Axams, ehe er an die Skihauptschule in Neustift wechselte. In seiner Altersklasse Schüler II wurde Holzknecht 1991 Österreichischer Schülermeister im Super-G, 1995 wurde er in der Altersklasse Jugend II Österreichischer Jugendmeister in der Abfahrt. Starts in FIS-Rennen und der Aufnahme in den ÖSV-Kader anno 1994 folgten erste Einsätze im Europacup und die Teilnahme an den Juniorenweltmeisterschaften 1995 in Voss, wo er die Silbermedaille in der Abfahrt gewann.
Am 15. Jänner 1996 feierte Holzknecht seinen ersten Europacupsieg in der Abfahrt von Les Orres, dem zwei Wochen später der zweite Sieg in der Abfahrt von Veysonnaz folgte. Damit entschied er in der Saison 1995/96 zum ersten Mal die Europacup-Abfahrtswertung für sich. Am Ende dieses Winters kam er beim Finale in Kvitfjell erstmals im Weltcup zum Einsatz, wo er den 20. und letzten Platz belegte. Nach seinem Europacup-Disziplinensieg und dem damit verbundenen Weltcup-Fixstartplatz bestritt Holzknecht im Winter 1997/1998 zunächst ausschließlich Weltcupabfahrten. Da aber ein 17. Platz beim Auftaktrennen in Val-d’Isère sein bestes Resultat blieb und er danach meist nur Platzierungen um Rang 30 erreichte, wurde er wieder in den Europacup zurückgestuft. In der Saison 1997/98 entschied Holzknecht mit zwei Siegen in Zauchensee und Megève erneut die Europacup-Abfahrtswertung für sich, worauf er zu Beginn der Saison 1998/1999 zu weiteren Weltcupstarts kam. Sein bestes Saisonresultat erzielte er erneut beim Auftaktrennen in Val-d’Isère als 15., danach blieb er aber ohne Weltcuppunkte, worauf er wiederum im Europacup starten musste.
Nach einer schwachen Saison 1999/2000 konnte sich Holzknecht im Winter 2000/01 erneut über den Europacup für den Weltcup qualifizieren. Er feierte zwei Siege in Les Orres und Sestriere und wurde punktegleich mit dem Steirer Klaus Kröll Zweiter der Europacup-Abfahrtswertung, womit er sich für den nächsten Weltcupwinter 2001/2002 wieder einen Fixstartplatz in dieser Disziplin sicherte. Doch erneut konnte Holzknecht nicht im Weltcup Fuß fassen, ein 20. Platz in der ersten Abfahrt von Gröden war sein bestes Saisonergebnis. Den gesamten Jänner musste er verletzungsbedingt pausieren, danach startete er wieder im Europacup. Im Winter 2002/03 war Holzknecht der dominierende Europacupläufer in den Speeddisziplinen. Er gewann sechs von neun Abfahrten und drei von sechs Super-G, womit er nicht nur beide Disziplinenwertungen, sondern auch den Gesamteuropacup für sich entschied. Zudem wurde er 2003 erstmals österreichischer Meister in der Abfahrt.
Damit glückte Holzknecht erneut die Rückkehr in den Weltcup, wo er in den nächsten Jahren insgesamt drei Top-10-Ergebnisse erreichte, aber nach Verletzungen mehrmals längere Zeit pausieren musste. Sein erstes Top-10-Ergebnis im Weltcup erzielte Holzknecht am 20. Dezember 2003 als Neunter der Abfahrt von Gröden. Einen Monat später war die Saison 2003/04 jedoch für ihn zu Ende, nachdem er beim Einfahren für die Trainingsabfahrt auf der Kitzbüheler Streif einen Einriss der Patellasehne erlitten hatte. In der folgenden Saison 2004/05 fuhr Holzknecht erneut als Achter der Abfahrt von Gröden einmal unter die schnellsten zehn, doch nach einem Sturz in der Abfahrt von Chamonix am 8. Jänner, bei dem er eine Gehirnerschütterung erlitt, kam er im Rest des Winters zu keinen weiteren Weltcupeinsätzen. Abermals auf der Saslong in Gröden gelang Holzknecht mit Platz zehn in der Abfahrt das beste Weltcupergebnis des Winters 2005/06. Wegen einer neuerlichen Verletzung war die Saison für ihn jedoch kurz darauf zu Ende. Seinen letzten Start im Weltcup hatte der damals 30-Jährige am 16. Dezember 2006 in der Abfahrt von Gröden, bei der er 30. wurde. Ende des Winters 2006/2007 beendete Holzknecht seine Karriere mit dem Start bei den Österreichischen Meisterschaften in Innerkrems, bei denen er ein zweites Mal den Abfahrtstitel gewann. Seit Ende seiner aktiven Karriere arbeitet er als Trainer.

## Erfolge

### Weltcup
- 3 Platzierungen unter den besten zehn

### Europacup
- Saison 1995/96: 1. Abfahrtswertung
- Saison 1997/98: 1. Abfahrtswertung
- Saison 2000/01: 2. Abfahrtswertung
- Saison 2002/03: 1. Gesamtwertung, 1. Abfahrtswertung, 1. Super-G-Wertung

- 30 Podestplätze, davon 17 Siege:

| Datum             | Ort         | Land       | Disziplin |
| ----------------- | ----------- | ---------- | --------- |
| 15. Jänner 1996   | Les Orres   | Frankreich | Abfahrt   |
| 27. Jänner 1996   | Veysonnaz   | Schweiz    | Abfahrt   |
| 12. Jänner 1998   | Zauchensee  | Österreich | Abfahrt   |
| 30. Jänner 1998   | Megève      | Frankreich | Abfahrt   |
| 31. Jänner 2001   | Les Orres   | Frankreich | Abfahrt   |
| 6. März 2001      | Sestriere   | Italien    | Abfahrt   |
| 5. März 2002      | Tignes      | Frankreich | Abfahrt   |
| 7. März 2002      | Tignes      | Frankreich | Abfahrt   |
| 19. Dezember 2002 | Laax        | Schweiz    | Abfahrt   |
| 20. Dezember 2002 | Laax        | Schweiz    | Abfahrt   |
| 12. Jänner 2003   | Lech        | Österreich | Super-G   |
| 15. Jänner 2003   | Veysonnaz   | Schweiz    | Super-G   |
| 6. Februar 2003   | Les Orres   | Frankreich | Abfahrt   |
| 7. Februar 2003   | Les Orres   | Frankreich | Abfahrt   |
| 14. Februar 2003  | Sella Nevea | Italien    | Super-G   |
| 19. Februar 2003  | Tarvis      | Italien    | Abfahrt   |
| 20. Februar 2003  | Tarvis      | Italien    | Abfahrt   |

### Juniorenweltmeisterschaften
- Voss 1995: 2. Abfahrt, 9. Riesenslalom, 28. Slalom

### Österreichische Meisterschaften
- Österreichischer Meister in der Abfahrt 2003 und 2007